# Nolina texana
Nolina texana ist eine Pflanzenart der Gattung Nolina in der Familie der Spargelgewächse (Asparagaceae). Englische Trivialnamen sind „Texas Sacahuista“ und „Bunchgrass“.

## Beschreibung
Nolina texana wächst stammlos und bildet Horste von 1 bis 1,5 m Durchmesser. Die variablen, grasähnlichen, kräftigen, hellgrünen bis gelbfarbenen, konkav-konvexen, auf den Boden herabfallenden Laubblätter sind 80 bis 140 cm lang und 2 bis 4 mm breit. Die Blattränder sind glatt, selten gezähnt.
Der in den Blättern verzweigte Blütenstand wird 0,3 bis 0,6 m lang. Die weißen bis cremefarbenen (selten pinkfarbenen) Blüten sind 2 bis 3,5 mm lang. Die Blühperiode reicht von April bis Mai.
Die in der Reife holzigen, runden Kapselfrüchte sind 4 bis 5,5 mm lang und breit. Die braunen, kugelförmigen Samen sind 2,5 bis 4 mm im Durchmesser.
Nolina texana bis minus 20 °C frosthart.

## Verbreitung und Systematik
Nolina texana ist in den US-Bundesstaaten Texas und New Mexico in Höhenlagen von 200 bis 1700 m verbreitet. Sie wächst in Grasland, auf steinigem Boden und auf flachen Hügeln. Sie ist mit Nolina lindheimeriana, Yucca rupicola, der Naturhybride Yucca ×keithii und verschiedenen Kakteen-Arten vergesellschaftet.
Nolina texana ist Mitglied der Sektion Erumpentes. Sie ist weit verbreitet. Das Verbreitungsgebiet zieht sich vom Edwards-Plateau westlich durch die Trans-Pecos-Region von Texas, bis Zentral-New Mexico. Das Erscheinungsbild ähnelt Nolina greenei, jedoch bildet Nolina greenei einen längeren, verzweigten Blütenstand.
Die Erstbeschreibung erfolgte 1879 durch Sereno Watson.
Synonyme sind: Nolina erumpens var. compacta Trel., Nolina texana var. compacta (Trel.) I.M.Johnst..

## Bilder

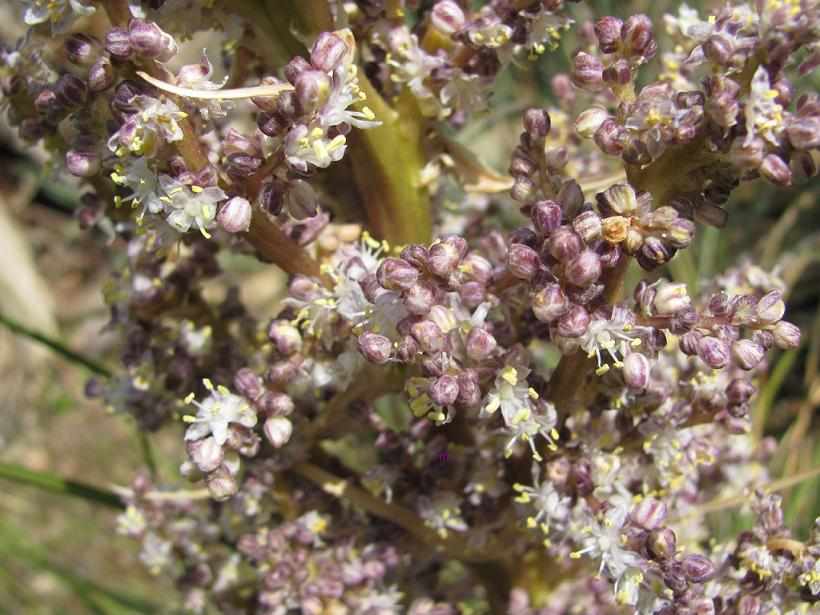
Ausschnitt eines Blütenstandes in Kultur
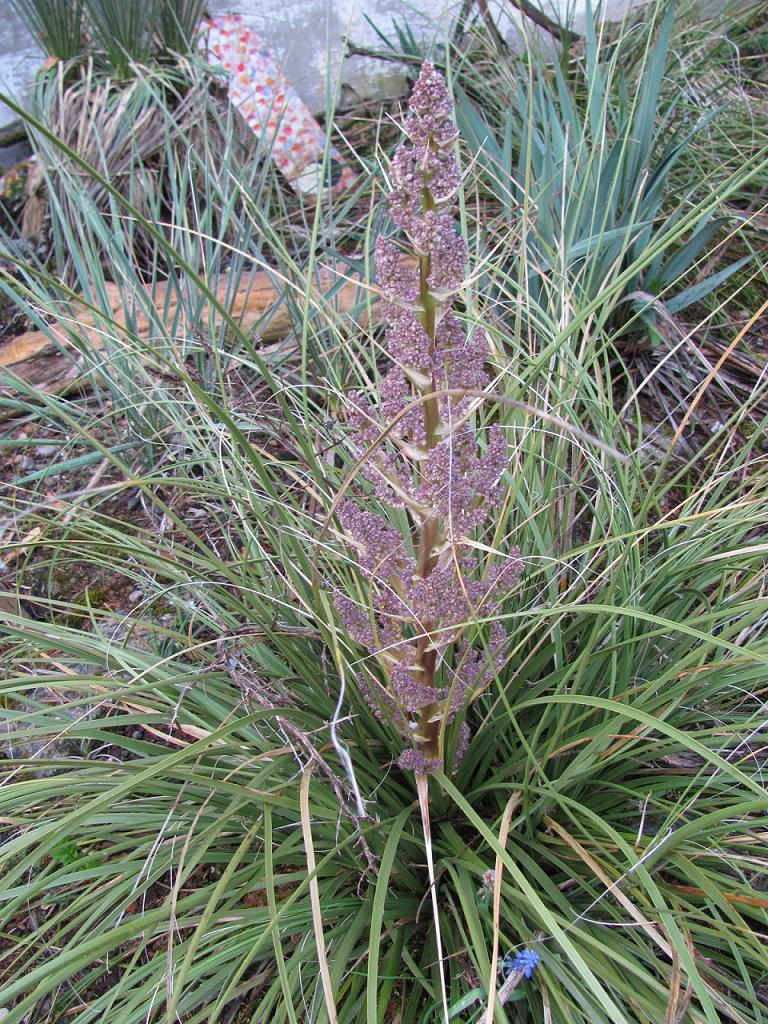
20 Jahre altes Exemplar in Kultur in Mannheim

## Nachweise